# Javatoren
De Javatoren is een kantoorgebouw dat met 55 meter het hoogste gebouw in de Nederlandse stad Almelo (provincie Overijssel) is.
Hoewel het gebouw de naam toren heeft is het gezien de verhoudingen niet echt een toren maar eerder een monoliet. Omdat het te midden van de lage bebouwing van de stad Almelo uitsteekt wordt het gezien als toren wat ook de wens was van de opdrachtgever en projectontwikkelaar. Om een optimale vorm te krijgen die niet een massief blok toont maar een toren is er gekozen voor een rechthoekige bouwmassa met een licht geknikte plattegrond zodat een scherp beeld ontstaat. De vensters zijn op verschillende dieptes in de gevel geplaatst zodat een contrast gecreëerd word tussen de verticale en vlakke geveldelen. Hierdoor wordt het beeld van een massief blok enigszins vermeden.
De toren staat aan de Stationsstraat op het terrein van voormalig textielcomplex 'Java' van Koninklijke Ten Cate, die er een tijd lang zijn hoofdkantoor in had. Het gebouw telt 14 verdiepingen met een kantoorfunctie. Tussen de vijfde en zesde verdieping is een horizontale uitsparing in de gebouwmassa om windhinder rondom de entree te voorkomen. Architectonisch is aansluiting gezocht met de naastgelegen rechtbank. Er zijn diverse bedrijven in het gebouw gevestigd. De constructie bestaat uit een betonnen kern met daar om heen een ring van kantoren, De gevel is dragend en gemaakt van betonelementen.
De kantoren worden verhuurd en elke verdieping kan door een of twee huurders worden gebruikt. De onderste vijf verdiepingen zijn in gebruik als gemeentelijke kantoorruimtes. De ingang is gericht op het kanaal. In de lounge zijn drie liften gemonteerd die toegang tot alle verdiepingen geven. Op het dak van het gebouw bevindt zich de technische onderhoudsruimte die is uitgevoerd in glaspanelen die ’s avonds van binnen uit aangelicht wordt met blauw licht.